# Prato (Ticino)
Prato és un municipi del cantó de Ticino (Suïssa), situat al districte de Leventina.